# Sistema locomotor

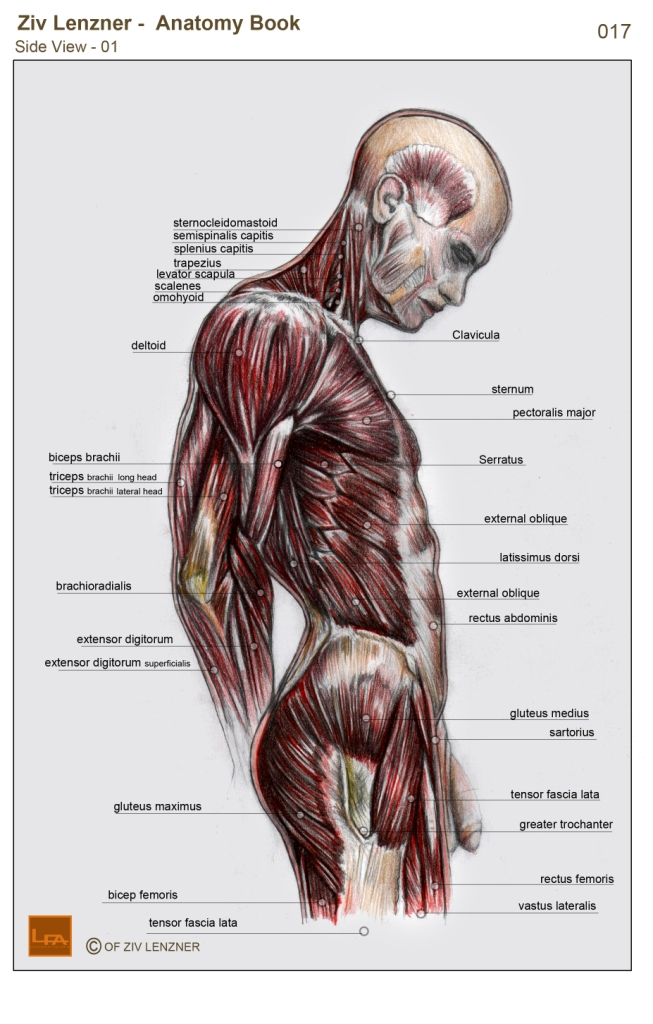
Página de livro de anatomia humana mostrando o sistema locomotor

O sistema locomotor, ou sistema esquelético, sustenta e protege os órgãos internos, armazena minerais e íons e produz células sanguíneas. É constituído pelos ossos do esqueleto, músculos, cartilagens, tendões, ligamentos, articulações e outros tecidos conjuntivos que suportam e ligam tecidos e órgãos. As funções primárias do sistema músculo-esquelético incluem apoiar o corpo, permitir o movimento e proteger os órgãos vitais.
O crânio é a estrutura mais complexa do esqueleto, sendo este constituído por 27 ossos. Ele compreende o neurocrânio, que protege o encéfalo, e o cionocrânio, que forma a face. A coluna vertebral sustenta o corpo, é constituída por 33 vértebras que se alternam com discos intervertebrais permitindo flexibilidade ao tronco.
Um osso pode ligar-se a outro osso ou a outros ossos através das ligações traumáticas. Variam no tamanho e na forma: longos (com o comprimento maior que a largura e a espessura, como o úmero e o fêmur, finos e achatados, como grande parte dos ossos do crânio e as costelas), curtos (com as três dimensões aproximadamente iguais, como os do carpo e os do tarso), irregulares (como as vértebras).
Os músculos são constituídos pelas fibras musculares, células alongadas ricas em miofibrilas de proteínas, responsáveis pela contração muscular. Ao se contrair, o músculo ocasiona o movimento do corpo ou de órgãos internos. Os músculos apresentam-se em três tipos: estriado esquelético (ligado ao esqueleto e com contração voluntária), liso (encontrado na parede dos órgãos ocos, apresenta contração involuntária), estriado cardíaco (possui fibras de contração involuntária).
Os músculos estão envolvidos em todo e qualquer tipo de movimento que o organismo pode realizar. Metade do peso corporal provém deles. São órgãos que podem ser de três tipos: liso, estriado cardíaco e estriado esquelético.
- O músculo liso é encontrado na parede de órgãos ocos, e apresenta contração involuntária. É o único tipo de músculo presente nos animais invertebrados;
- O músculo estriado cardíaco constitui o miocárdio (músculo do coração) e apresenta contração involuntária;
- O músculo estriado esquelético constitui a maior parte do nosso organismo. Os músculos dessa categoria são responsáveis pelas contrações e movimentos voluntários do corpo; Podem ter seu volume e tamanho aumentados com exercícios físicos. Esses músculos ligam-se aos ossos por meio de tendões. Quando um músculo se movimenta, ele se contrai e puxa o osso ao qual está ligado, mas para que ocorra o movimento, o outro músculo também precisa se contrair para o lado contrário.

O sistema esquelético é formado por um conjunto de ossos que podem ser de vários tipos (longos, chatos, curtos e irregulares). Além da sustentação do corpo, os ossos também produzem células do sangue e servem como reserva de cálcio. Ligados aos músculos por meio de tendões, realizam movimentos responsáveis pela locomoção.
Na união dos ossos, existem cartilagens, que são responsáveis por não deixarem que ocorra atrito e eventual desgaste ósseo.

Do esqueleto, fazem parte, também, os ligamentos. Eles são encontrados nas articulações e se prendem firmemente nos tecidos ósseos. Às vezes, pode ocorrer ruptura desses ligamentos. Em casos mais graves, a intervenção cirúrgica pode ser necessária.